# Холмс, Джойнер
Джойнер Мишель Холмс (англ. Joyner Michelle Holmes; род. 22 февраля 1998 года в Далласе, штат Техас, США) — американская профессиональная баскетболистка, выступающая в женской национальной баскетбольной ассоциации за клуб «Лас-Вегас Эйсес». Была выбрана на драфте ВНБА 2020 года во втором раунде под девятнадцатым номером командой «Сиэтл Шторм». Играет на позиции лёгкого форварда.

## Ранние годы
Джойнер родилась 22 февраля 1998 года в городе Даллас (штат Техас) в семье Рональда и Тваны Холмс, у неё есть брат, Ронни, училась в соседнем городе Сидар-Хилл в одноимённой средней школе, в которой выступала за местную баскетбольную команду.